# François-Augustin Paradis de Moncrif

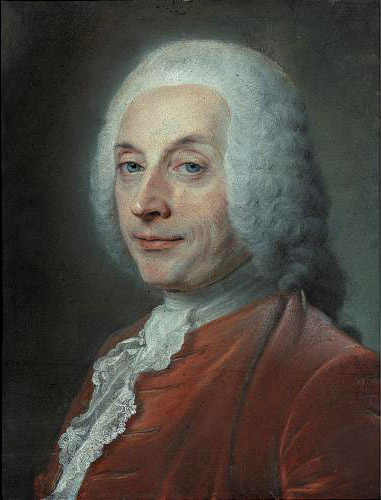
François-Augustin Paradis de Moncrif

François-Augustin Paradis de Moncrif (* 1687 in Paris; † 12. November 1770 ebenda) war ein französischer Gelehrter, Autor und Mitglied der Académie française.

## Leben und Werk

### Werdegang
Moncrifs früh verstorbener Vater mit Namen Paradis war Jurist und königlicher Sekretär. Seine Mutter entstammte der schottischen Familie Moncreiff und nahm als Witwe den französisierten Namen Moncrif an. Ihr Sohn wurde bestens erzogen, zeigte geistige und körperliche Fähigkeiten, war ein vollendeter Gesellschafter und überdies Fechtmeister. Durch Vermittlung des Abbé Augustin Nadal (1659–1741) wurde er zum unersetzlichen Amüsement-Organisator von Louis Herzog von Aumont (1667–1723), mit dem er für ein Jahr nach London ging. Nach 1715 wirkte er in der gleichen Rolle für René Louis d’Argenson als dessen Sekretär, später auch für Louis de Bourbon, comte de Clermont, dem er ebenfalls unentbehrlich wurde. Als er 1738 wegen einer falsch verstandenen Schrift doch in Ungnade fiel, band ihn die Herzogin von Luynes, Marie Brûlart de La Borde (1684–1763), dadurch in das Hofleben ein, dass er, dank ihr, offizieller Lektor der Königin Maria Leszczyńska wurde. Noch in vorgerücktem Alter liierte er sich mit der Dramatikerin Claire-Marie Mazarelli de Saint-Chamond (1731–1804). Er starb im Alter von 83 Jahren.

### Akademiemitglied und Autor
Moncrif wurde 1733 in die Académie française (Sitz Nr. 35) und 1747 in die Preußische Akademie der Wissenschaften aufgenommen. Die Wahl in die Académie française fiel auf Druck des Herzogs von Clermont einstimmig aus, gab aber Anlass zu Kritik, da auch Marivaux kandidierte.
Moncrif schrieb Dichtung (Anakreontik, die Gleim beeinflusste), Prosa und zahlreiche Bühnenstücke. Sein bekanntestes Werk ist die gelehrte Satire Les chats (Die Katzen). Die kleine Kulturgeschichte der Hauskatze seit den Ägyptern (illustriert von Charles-Antoine Coypel, radiert vom Grafen Caylus) verbindet das Konversationsniveau des „honnête homme“ mit äußerster Gelehrsamkeit und durchbricht damit eine Schranke, denn bei dem honnête homme galt der Gelehrte als Pedant und Fachidiot. Seine „humoreske Mischform“ (Rees) hat Moncrif viel Ärger eingebracht. Sie drohte, ihm die Karriere zu versperren, so dass er ein regelrechtes Reuebekenntnis ablegen musste, um sich von dem Handicap zu befreien.
Über die Grenzen des Französischen hinaus erregte sein gesellschaftsethisches Werk Die Kunst zu gefallen (La nécessité et les moyens de plaire) die größte Aufmerksamkeit, insofern es gleich zweimal ins Deutsche (von Johann Georg Krünitz und Renatus Gotthelf Löbel), wie auch ins Englische, Italienische und Spanische übersetzt und auch in neuester Zeit wieder verlegt wurde.

## Werke

### Bühnenwerke (chronologisch)
Undatiert: Alcide et Omphale. Carité et Erostes. Grisette. Le Sylphe. 1719: La Fausse magie. 1722: L’Oracle de Delphes. 1730: L’Amant cochemard. 1732: Les Abdérites. 1733: Compliment. 1733: L’Empire de l’amour. Ballett. 1741: Les Demi-dieux ou Linus. 1745: Zélindor, roi des sylphes. Ballett. 1747: Ismène. Pastorale héroïque. 1747: Persiflès. 1748: Le Coq-à-la-nax. 1748: Isis et Oziris. 1748: Almasis. Ballett. 1748: Les Surprises de l’amour. 1748: L’Opérateur chinois ou le Père respecté. 1750: Les Fragments (Linus, Almasis, Ismène). 1751: Le Trophée. 1751: Les Fragments (Ismène, Titon et l’Aurore, Aeglé). 1751: Les Génies tutélaires. 1753: La Coquette trompée. 1753: La Sibylle. Ballet. 1758: Les Fêtes d’Euterpe. 1758: Enée et Lavinie. Oper. 1758: Les Fêtes d’Euterpe. Opernballett. 1765: Erosine. Pastorale héroïque. 1766: Les Fêtes lyriques. 1768: Les Ames réunies ou la métempsycose. 1768: La Reine de Circassie.

### Prosa und Poesie
- Les Aventures de Zeloïde et d’Amanzarifdine, contes indiens. 1715.
- Les Chats. 1727. Saint-Etienne 1997.
  - (englisch) Moncrif’s cats. New York 1965.
  - (italienisch) Storia dei gatti. Mailand 2002.
- Essais sur la nécessité et sur les moyens de plaire. 1738. Saint-Etienne 1998.
  - (deutsch) Moncrifs Kunst zu gefallen. Kleybens Verlag, Frankfurt an der Oder 1752. (übersetzt von Johann Georg Krünitz)
  - (deutsch) Über die Nothwendigkeit und Mittel zu gefallen. Leipzig 1798. (übersetzt von Renatus Gotthelf Löbel)
  - (englisch) Art of pleasing. An essay on the necessity and the means of pleasing. New York 1812.
  - (italienisch) L’arte di piacere. Mailand 2009.
  - (spanisch) El arte de agradar. Madrid 2018.
- Les Ames rivales. Roman, 1738
- Œuvres mêlées. 1743.
- Poésies chrétiennes composées par ordre de la Reine. 1747.